# San Isidro, Valencia
San Isidro är en kommun i Spanien.   Den ligger i provinsen Provincia de Alicante och regionen Valencia, i den sydöstra delen av landet, 400 km sydost om huvudstaden Madrid. Antalet invånare är 1 921. Arean är 11,7 kvadratkilometer. San Isidro gränsar till Albatera, Callosa de Segura, Catral, Crevillent och Granja de Rocamora. 
Terrängen i San Isidro är platt.